# Mantispa annulicornis
Mantispa annulicornis is een insect uit de familie van de Mantispidae, die tot de orde netvleugeligen (Neuroptera) behoort. 
Mantispa annulicornis is voor het eerst wetenschappelijk beschreven door Gerstäcker in 1894.